# School for Secrets
School for Secrets è un film britannico del 1946 diretto e scritto da Peter Ustinov.